# The Faith
The Faith was een van de eerste Amerikaanse hardcorepunkbands. The Faith speelde een grote rol in de ontwikkeling van de Amerikaanse hardcore punk, voornamelijk aan de oostkust van het land.

## Geschiedenis
De band werd opgericht in de zomer van 1981 en bestond uit Alec MacKaye (voormalig zanger van Untouchables, Michael Hampton en Ivor Hanson (van de band State of Alert) en Chris Bald. Ze noemden zichzelf The Faith en speelden hun eerste show op de H.B. Woodlawn High School in november 1981.
The Faith werd groeide uit tot een van de populairste punkbands in Washington D.C., mede doordat Minor Threat tijdelijk gestopt was. De band tekende al snel een contract bij Dischord Records. Nadat de band een demo had opgenomen in 1981, werd er een split-lp getiteld Faith/Void Split met een andere band genaamd Void uitgebracht. Het werd uitgegeven door Dischord Records, een klein onafhankelijk platenlabel opgericht door Alec Mackaye's oudere broer Ian MacKaye en de drummer van Minor Threat, Jeff Nelson. De eerste uitgave van het album was binnen twee weken uitverkocht.
In 1983 bracht The Faith hun eerste ep, genaamd Subject to Change, met daarop acht nummers uit. Het werd geproduceerd door Ian MacKaye en was het eerste werk van de band waarop hun nieuwe gitarist, Eddie Janney, op te horen was. Janney, voormalig lid van Untouchables, werd als tweede gitarist toegelaten tot de band in 1982.
The Faith speelde hun laatste show op 17 augustus 1983.

## Leden
- Alec MacKaye - zang (1981-1983)
- Michael Hampton - gitaar (1981-1983)
- Eddie Janney - gitaar (1982-1983)
- Chris Bald - basgitaar (1981-1983)
- Ivor Hanson - drums (1981-1983)

## Discografie
Studioalbums
- Faith/Void Split - Dischord Records, 1982

Ep's
- Subject to Change - Dischord Records, 1983